# 桥佐古直晴
桥佐古直晴（日语：／ Hashisako Naokiyo，1971年11月14日—），日本男子自行车运动员。他曾代表日本参加1994年亚洲运动会自行车比赛，获得一枚铜牌。他也曾参加1992年夏季奥林匹克运动会。